# Amilcar Type C
Der Amilcar Type C (kurz Amilcar C) war ein Pkw der französischen Marke Amilcar.

## Beschreibung
Amilcar beschloss in schwierigen finanziellen Zeiten, wieder einen Kleinwagen zu entwickeln. Edmond Moyet konstruierte das Fahrzeug, das im Oktober 1932 auf dem Pariser Autosalon präsentiert wurde.
Der Vierzylindermotor hatte Thermosiphonkühlung. 58 mm Bohrung und 80 mm Hub ergaben 845 cm³ Hubraum. Amilcar gab 4/5 Cheval fiscal an, was offensichtlich zwischen 4 und 5 lag. Der Motor leistete 19 PS.
Der Radstand betrug 215 cm. Die vordere Spurweite war mit 106 cm etwas schmaler als die hintere mit 108 cm. Als Leergewicht sind 400 kg angegeben. Zur Wahl standen Cabriolimousine und Roadster, laut einer Quelle auch ein Coupé. Die vorderen Kotflügel waren klein und rund und umhüllten nur das jeweilige Vorderrad.
1933 endete die Produktion. Nachfolger wurde zunächst der Amilcar Type C 3 und danach der Amilcar Type C 5. Diese drei Modelle werden gelegentlich zusammengefasst als 5 CV bezeichnet. Zwischen 1932 und 1934 entstanden 2456 Fahrzeuge dieser drei Modelle.